# Josué Mitchell
Josué Mitchell Omier (Limón, 11 de noviembre de 1989) es un futbolista costarricense. Juega como delantero y su actual equipo es el Real Estelí Fútbol Club de la Primera División de Nicaragua.

## Trayectoria

### Inicios de su carrera
Josué Mitchell es originario de Limón. Se convirtió en futbolista profesional en 2010 con el Barrio México, donde debutó en la máxima categoría del fútbol costarricense, se caracteriza por su corpulencia y su alta estatura que hace que su principal fuerte sea el cabeceo.
Mitchell ha jugado en varios clubes del fútbol costarricese, entre ellos el Santos de Guápiles, Club Sport Cartaginés, Limón F.C, también con el club de A.D. Escazuceña en la Liga de Ascenso, para volver con el Belén F.C. a la Primera División, además con la Universidad de Costa Rica para finalmente jugar con su actual club el Pérez Zeledón en el 2017.
En el Apertura 2017 Mitchell logró el título de campeón del fútbol costarricense con su club el Pérez Zeledón tras vencer en la final al Club Sport Herediano en el juego de ida en el Estadio Municipalganaron 1 por 0 con gol de Jeykel Venegas y en la vuelta sacaron un empate a cero goles en el Estadio Rosabal Cordero de Heredia. 
Josué Mitchell terminó sublíder de goleo con 11 tantos en ese torneo.

## Selección nacional
Mitchell fue convocado por el seleccionador Óscar Ramírez para los partidos de fogueo ante Escocia y Túnez en marzo del 2018 como preparación para la Copa Mundial de Fútbol de Rusia 2018.
Debutó con la selección nacional el pasado 27 de marzo de 2018 en el partido amistoso ante Túnez en el Estadio Allianz Riviera en Niza, Francia. Ingresó de cambio al minuto 75 de juego.

## Clubes

### Como futbolista
| Club                           | País       | Año           |
| ------------------------------ | ---------- | ------------- |
| Barrio México                  | Costa Rica | 2010 - 2011   |
| Santos de Guápiles             | Costa Rica | 2011 - 2012   |
| C.S. Cartaginés                | Costa Rica | 2012 - 2013   |
| Limón F.C.                     | Costa Rica | 2013          |
| A.D. Escazuceña                | Costa Rica | 2014          |
| Pérez Zeledón                  | Costa Rica | 2014 - 2015   |
| Belén F.C.                     | Costa Rica | 2015 - 2016   |
| Santos de Guápiles             | Costa Rica | 2016          |
| C.F. Universidad de Costa Rica | Costa Rica | 2017          |
| Pérez Zeledón                  | Costa Rica | 2017 - 2019   |
| Cobán Imperial                 | Guatemala  | 2019 - 2020   |
| Pérez Zeledón                  | Costa Rica | 2020 - 2021   |
| Municipal Liberia              | Costa Rica | 2021          |
| Sololá Fútbol Club             | Guatemala  | 2022          |
| Deportivo Catarina FC          | Guatemala  | 2022          |
| Quepos Cambute FC              | Costa Rica | 2023          |
| Pérez Zeledón                  | Costa Rica | 2024 - Actual |

## Palmarés
| Título                                 | Club          | País       | Año           |
| -------------------------------------- | ------------- | ---------- | ------------- |
| Campeón Primera División de Costa Rica | Pérez Zeledón | Costa Rica | Apertura 2017 |